# Cryptaulacidae
Cryptaulacidae zijn een uitgestorven familie van weekdieren uit de klasse van de Gastropoda (slakken).

## Taxonomie
De volgende taxa zijn bij de familie ingedeeld:
- Onderfamilie  † Cryptaulacinae Gründel, 1976
  - Geslacht Cryptaulax Tate, 1869
- Onderfamilie  † Exelissinae Guzhov, 2004